# Les Copains
Les Copains è un'azienda e un marchio di abbigliamento italiano, nel comparto del prêt-à-porter, dall'ottobre 2019 di proprietà di Super S.r.l. della famiglia Zambelli.

## Storia

Carol Alt durante una sfilate per Les Copains a Milano nel 1997

Les Copains nasce alla fine degli anni '50 a Bologna da Mario Bandiera, quasi per scommessa e prende il nome da un programma radiofonico dell'epoca, Salut Les Copains. Produce maglieria, destinata in un primo tempo ad essere esportata in Germania, riesce poi a rivoluzionare il mondo knitwear con il mini-pull a prova di ombelico e reso famoso dalle ragazzine della scuderia televisiva di Gianni Boncompagni; negli anni '70 arrivano i calzoni a zampa di elefante, gli anni '80 sono caratterizzati dal blazer classico-sportivo.
Nel 1985 l'azienda si trasforma, da artigianale in industriale, con una produzione molto differenziata: Bvm Italia di Bologna, la capogruppo (collezioni donna e bambino), la Fbp Italia di Longastrino, Ferrara (collezioni uomo), la Polo di Forlì (maglieria), la Confit moda di Reggio Emilia (capispalla donna).  In seguito l'azienda utilizza in particolar modo il cashmere dopo aver acquisito il 50% del Maglificio di Marsciano (azienda umbra specializzata in maglie di cashmere) e all'asta la Manifattura di Ponte Felcino 1862 (filati e tessuti in cashmere).
Partecipa alle più importanti manifestazioni del settore, come Milano Moda Donna e Pitti Uomo.
Dal 2014 diventa direttore creativo Graeme Black. La sua collezione viene presentata per la prima volta il 21 febbraio a Milano Moda Donna. In seguito diventa direttore creativo Stefania Pontoni Bandiera, terza moglie del fondatore.
Nell'ottobre 2017 Alessandro Mariani, per vent'anni brand manager, è nominato CEO della società già in fase di ristrutturazione. Nel settembre 2018, quando già circolano anche voci su una possibile vendita, l'azienda festeggia i suoi 60 anni con una manifestazione a Milano a Palazzo Reale ma senza il fondatore della griffe, malato da tempo. Nell'ottobre 2018 Mario Bandiera scompare a 87 anni.
A un anno dalla morte del fondatore l'azienda, messa in liquidazione in luglio con il licenziamento collettivo degli 80 dipendenti, viene ceduta alla famiglia Zambelli, Alberto e il figlio Rodolfo, imprenditori tessili del Bolognese con il maglificio Bruno's. Sono riassunti 43 dipendenti. A marzo 2022, Les Copains è dichiarata fallita dal Tribunale di Bologna e a luglio dello stesso anno il marchio viene acquisito da OVS.

## Produzione
Les Copains produce diverse linee di abbigliamento e alcune di accessori. Il marchio è distribuito nelle principali città italiane e 4 outlet, di 18 shop in shop all'interno dei department stores Saks negli Stati Uniti, di boutique sparse in Giappone, Canada, Svizzera, Russia, Kazakistan, Taiwan.